# Mónaco en los Juegos Olímpicos de Salt Lake City 2002
Mónaco estuvo representado en los Juegos Olímpicos de Salt Lake City 2002 por cinco deportistas masculinos que compitieron en bobsleigh.
El portador de la bandera en la ceremonia de apertura fue el piloto de bobsleigh Jean-François Calmes. El equipo olímpico monegasco no obtuvo ninguna medalla en estos Juegos.